# سان سالفاتوري تيليسينو
سان سالفاتور تيليسينو في مقاطعة بينيفينتو في منطقة كامبانيا الإيطالية، وتقع على بعد حوالي 50 كيلومتر (31 ميل) شمال شرق نابولي وحوالي 25 كيلومتر (16 ميل) شمال غرب بينيفينتو.
تقع حدود سان سالفاتوري مع البلديات التاية أموروسي، تيليس تيريمي.فايشيو، المعالم تشمل ايضاً بقايا تيليسيا وقلعة روكا السابقة بالزيادة إلى كنيسة سان سالفاتوري.

## تاريخ
تشمل المناطق ذات الشعبية على بقايا جدران مدرج تيليس العتيق. في القرن الأول من الاستعمار الروماني عثر عليه في هذه المنطقة، في هذه المستعمرة، بعد غزو لومبارديون، أصبح رئيس المجلس الأعلى. قام المسلمون بغزو في عام 847 واتبعه ذلك هزة ارضية ادت إلى التخلي عن المدينة.هنالك مجموعة من اللاجئين من تيليسينو تم ايلائهم من قبل الراهب البنديكتي في كنيسة سان سالفاتوري وتم اعطائهم بعض المناطق بهدف بناية مدينة جديدة، والتي تم تسميتها لاحقاً باسم القديس. قامت الكنيسة بحكم القرية حتى تم تدميرها في عام 1349 عن طريق هزة ارضية.
لاحقاً، المنطقة تم التبرع بها إلى جيوفاني مونسوريو،

## المعالم الرئيسية

### كنيسة البيندكتين في سان سالفاتوري
كنيسة البيندكتين في سان سالفاتوري تم انشائها حوالي القرن العاشر. تحت رعاية رئيس الكنيسة جيوفاني، استضافة الكنيسة القديس أنسلم من أوستا. يوجد في الكنيسة بلاط وممران وتم ترميمها مؤخراً. توجد لوحة تاريخها حول1300 تظهر القديس سكولاستيكا والنيسة تستضيف معرض اثري منذ عام 2010.

### كنيسة سانتا ماريا أسونتا
الكنيسة توجد في المدينة القديمة وهي المدينة الأم لصورة السيدة العذراء. توجد رسمة في الكنيسة تتظمن: تغيير المظهر عن طريق مدرسة جيوردانو والقديس ليوسيوس عن طريق سيرنيلي. بالإضافة إلى ضريح دوق مونوسوري يمكن إيجاده هناك.

### قلعة روكا
يمكن رؤية بقايا القلعة القديمة بالقرب من مرتفع قريب منها. تم بناء القلعة في القرن 13 عن طريق سانفراموندو، في موقع إستراتيجي في وادي تيليسينا (وادي تيليسينو).

### تيليسيا
هي منطقة أثرية على الطريق الريفي من تيليس تيرمي إلى سان سالفاتوري. تتظمن البقايا على جدران، مدرج، قناة مائية وحمامات.